# Цибінка (гміна)
Гміна Цибінка (пол. Gmina Cybinka) — місько-сільська гміна у північно-західній Польщі. Належить до Слубицького повіту Любуського воєводства.
Станом на 31 грудня 2011 у гміні проживало 6768 осіб.

## Площа
Згідно з даними за 2007 рік площа гміни становила 279.72 км², у тому числі:
- орні землі: 32.00%
- ліси: 59.00%

Таким чином, площа гміни становить 27.98% площі повіту.

## Населення
Станом на 31 грудня 2011:
| Опис     | Загалом | Загалом | Чоловіки | Чоловіки | Жінки | Жінки |
| -------- | ------- | ------- | -------- | -------- | ----- | ----- |
| одиниця  | осіб    | %       | осіб     | %        | осіб  | %     |
| все      | 6768    | 100     | 3411     | 50.40    | 3357  | 49.60 |
| міське   | 2834    | 100     | 1403     | 49.51    | 1431  | 50.49 |
| сільське | 3934    | 100     | 2008     | 51.04    | 1926  | 48.96 |

## Сусідні гміни
Гміна Цибінка межує з такими гмінами: Ґубін, Жепін, Машево, Слубіце, Тожим.